# Veyretia simplex
Veyretia simplex là một loài thực vật có hoa trong họ Lan. Loài này được (Griseb.) Szlach. miêu tả khoa học đầu tiên năm 1995.